# Far Cry 3
Far Cry 3 é um jogo eletrônico de tiro em primeira pessoa de 2012 desenvolvido pela Ubisoft Montreal e publicado pela Ubisoft para PlayStation 3, Xbox 360 e Microsoft Windows. É a sequência do jogo Far Cry 2, lançado em 2008. Sua data de lançamento inicial estava programada para o dia 4 de setembro de 2012 na América do Norte e para o dia 6 de setembro do mesmo ano na Europa, no entanto, o game foi adiado para o dia 29 de novembro de 2012 na Europa e 4 de dezembro na América do Norte, com o intuito de que os produtores tivessem mais tempo para melhorar o jogo. Um conteúdo adicional intitulado Far Cry 3: Blood Dragon, o qual não possui nenhuma ligação com a história do jogo, foi lançado em 30 de abril de 2013.
O jogo se passa nas fictícias Ilhas Rook, um arquipélago tropical que pode ser explorado livremente pelos jogadores. A jogabilidade se concentra em combate, sobrevivência e exploração em um mundo aberto. Os jogadores podem usar uma variedade de armas e habilidades para derrotar inimigos humanos e animais selvagens hostis. O jogo apresenta elementos de RPG de ação e furtividade. Um sistema de "árvores de habilidades" (EXP) pode ser usado para que o jogador ganhe experiência e se torne mais habilidoso em combates, nocautes, caça ou furtividade. O enredo do jogo é centrado no protagonista Jason Brody depois que suas férias dão errado. Ele precisa salvar seus amigos que foram sequestrados por piratas de tráfico humano e escapar da ilha e de seus perigos mortais, que incluem piratas fortemente armados, selva densa e desconhecida, e uma variedade de animais, incluindo animais selvagens e perigosos.
O desenvolvimento do jogo foi parcialmente reiniciado em 2010 após a saída de vários funcionários criativos importantes. A equipe avaliou o feedback para Far Cry 2 e identificou áreas que precisavam ser melhoradas ou removidas. A equipe passou um tempo considerável projetando a ilha, que eles descreveram como o "segundo personagem mais importante" do jogo. As inspirações foram tiradas de filmes e programas de TV como Apocalypse Now e Lost, bem como dos videogames The Elder Scrolls V: Skyrim e Red Dead Redemption. Michael Mando foi contratado para interpretar Vaas Montenegro, um insano antagonista que a equipe comparou a Darth Vader.
O jogo foi anunciado em junho de 2011 e a Ubisoft promoveu o jogo com vários aplicativos complementares, webséries e crossover. Foi lançado para Microsoft Windows, PlayStation 3 e Xbox 360 em novembro de 2012. O jogo recebeu aclamação da crítica após o lançamento, com elogios direcionados aos seus personagens (particularmente Vaas), design do mundo, visuais, progressão e jogabilidade, embora os modos multijogador do jogo tenham recebido críticas. Apesar das fracas vendas de pré-venda, o jogo foi um sucesso comercial, vendendo 10 milhões de cópias. Foi indicado para vários prêmios de fim de ano, incluindo os prêmios de Jogo do Ano e Melhor Shooter por várias publicações de jogos. Também foi citado como um dos melhores videogames já feitos. A Ubisoft apoiou o jogo com conteúdo para download e lançou Far Cry 3: Blood Dragon, a expansão independente do jogo, em 2013. Um sucessor, Far Cry 4, foi lançado em novembro de 2014. O jogo foi relançado para PlayStation 4 e Xbox One em junho de 2018.
Far Cry 3 foi muito bem recebido pelos críticos após ser lançado. Os sites de pontuações agregadas GameRankings e Metacritic deram à versão PlayStation 3 89.68% de aprovação e uma nota 91/100, à versão Xbox 360 89.40% e 90/100 e à versão PC 87.75% e 89/100, respectivamente.
Em outubro de 2014, a Ubisoft divulgou que o jogo já tinha ultrapassado a marca de 10 milhões de unidades vendidas pelo mundo.

## Jogabilidade
Far Cry 3 é um jogo em mundo aberto de tiro em primeira pessoa (FPS), com elementos de role-playing game (RPG), incluindo pontos de experiência, árvores de habilidade, e um sistema de crafting. O jogador tem a capacidade de se esconder atrás de objetos para fugir das linhas de visão e também para olhar em redor e disparar sem ver. O jogador também tem a capacidade de realizar ataques furtivos de cima, abaixo ou perto do inimigo.
O director da história do jogo, Jason Vandenberghe, disse que o mapa do modo história é cerca de dez vezes maior do que as edições anteriores do jogo. Os jogadores têm a capacidade de pesquisar e planejar os seus ataques com combinações furtivas e também de marcar os inimigos com a câmera para acompanhar o seu movimento depois de saírem da linha de visão do jogador.

### Multijogador
Para além do modo multijogador competitivo, na E3 2012, foi anunciado que o jogo também tem uma campanha cooperativa com a sua própria história e personagens. Pode ser jogado com quatro jogadores online ou dois jogadores em ecrã dividido.
Outra característica já presente em jogos anteriores da série é o editor de mapas, permitindo aos jogadores criar os seus próprios mapas do multijogador. Estes também podem ser partilhados online com outros jogadores.

## História

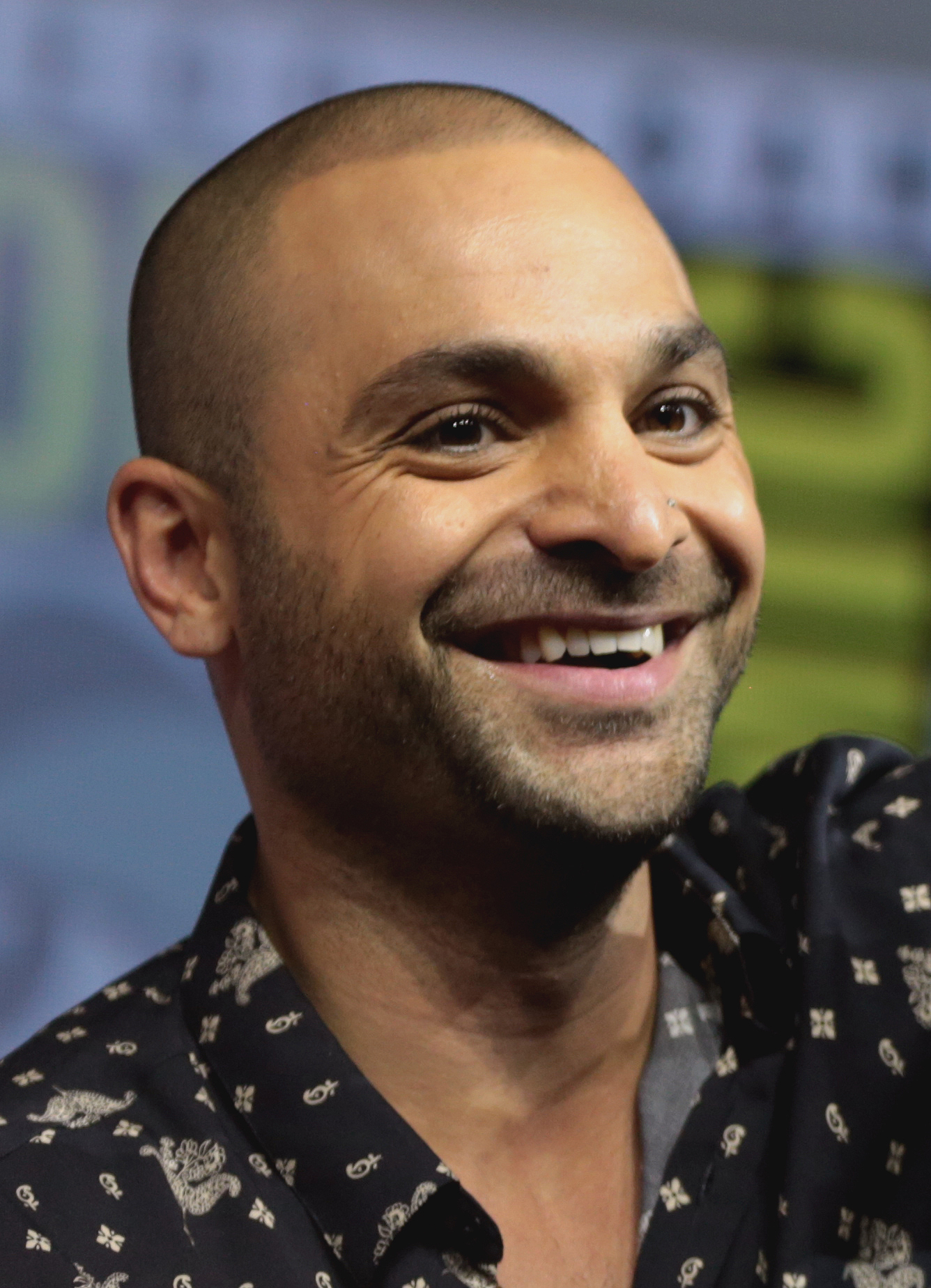
Michael Mando forneceu voz e captura de movimento para Vaas Montenegro, um dos antagonistas do jogo.

"Para além dos limites da civilização encontra-se uma ilha, um lugar sem lei governado por pirataria e miséria humana, onde os escapes são apenas as drogas ou o cano de uma arma. Este é o lugar onde você se encontra, preso num lugar que esqueceu o certo do errado, um lugar que vive pelos princípios da violência. Descubra os segredos sangrentos da ilha e leva a luta ao inimigo; improvise e use o ambiente para sobreviver. Cuidado com a beleza e o mistério deste paraíso inexplorado e vive para superar
os seus personagens cruéis e desesperados. Irá precisar de mais do que sorte para sobreviver".
Descrição oficial da Ubisoft.
Entrevistas iniciais de desenvolvimento falaram pouco sobre o passado de Jason, além do fato de que ele possui um conjunto de habilidades fortes de combatente e de sobrevivência que lhe dão uma chance de lutar em circunstâncias desesperadas que irá encontrar constantemente durante os eventos do jogo.
Entrevistas mais recentes sugeriram uma mudança para a história em que Jason é agora um homem fora do seu elemento natural, sem nenhum treino especial que é apanhado no caos da ilha enquanto procura pelos seus amigos. Ao mesmo tempo, a história invoca que, depois de um tempo preso na ilha, vai começar a ter efeitos sobre o protagonista, mostrando um outro lado da personalidade de Jason, de acordo com o produtor Dan Hay. Os produtores também afirmaram que o tom pretendido do jogo é de realismo e intensidade, numa tentativa de invocar um sentimento visceral e constante de perigo no jogador.

### Enredo
Jason Brody (Gianpaolo Venuta) está de férias com seus dois irmãos, sua namorada Liza Snow e um grupo de amigos em Bangkok, Tailândia. Em uma viagem em um arquipélago na região da Indonésia nas fictícias Ilhas Rook, no Oceano Pacífico, os amigos decidem fazer um esporte de paraquedismo que dá errado. Eles acabam aterrissando sem saber em um território ocupado por inúmeros piratas traficantes, onde são capturados e feitos de escravos pelo insano líder deles, Vaas Montenegro (Michael Mando), que pretende vendê-los. Jason escapa do acampamento de Vaas para selva com a ajuda de seu irmão mais velho Grant Brody (Lane Edwards), a quem Vaas mata. Jason tem uma chance de fugir. Ele corre com medo e se embrenha na selva para escapar. Em um momento da fuga, ele é descoberto por um helicóptero inimigo e cai em um rio, despistando seus perseguidores. Ele é resgatado por Dennis (Charles Malik Whitfield), um membro adotado da tribo Rakyat, nativa das ilhas, que lutam para retomar seu arquipélago dos piratas e mercenários. Dennis reconhece o potencial de Jason como guerreiro e lhe dá o "Tatau", as tatuagens de um guerreiro Rakyat. Enquanto ajuda os Rakyat, Jason encontra uma de suas amigas e namorada de seu irmão morto, Daisy Lee (Natalie Brown), na casa do botânico Dr. Earnhardt (Martin Kevan). Jason implora para Earnhardt que seus amigos sejam trazidos para sua casa, já que é um local seguro. Earnhardt inicialmente relutante, já que é um fornecedor de drogas para os homens de Vaas, concorda em deixar os amigos de Jason em sua casa. Ele move Daisy para uma caverna segura embaixo de sua casa e todos amigos resgatados de Jason são reunidos na caverna. Daisy encontra um antigo barco na caverna e trabalha para faze-lo funcionar. 
Impressionados com a destreza de Jason, os Rakyat permitem que ele seja o segundo forasteiro (após Dennis, que nasceu na Libéria e foi adotado pela tribo) a entrar em seu templo sagrado. Após devolver a Faca do Dragão de Prata, uma relíquia Rakyat, Jason é iniciado na tribo pela sua sacerdotisa sagrada, Citra (Faye Kingslee). Ao longo de sua jornada e dos perigos e riscos que enfrenta na selva, Jason amadurece de um típico mauricinho universitário da cidade imaturo e sem autoconfiança para um assassino tribal e um guerreiro temível e sem medo, admirado pelos Rakyat, apesar dos seus amigos salvos ficarem preocupados com a sua transformação, especialmente quando ele pensa em ficar na ilha para sempre por influência de Citra.
Após vários encontros quase mortais com Vaas, Jason descobre que Vaas também é nativo, e é irmão de Citra, que traiu os Rakyat e começou a escravizar os habitantes da ilha com seus piratas após se viciar em drogas trazidas por seu empregador, Hoyt Volker (Steve Cumyn), um traficante de escravos sul-africano que comanda a maior rede de tráfico humano do Pacífico Sul e tem sua própria milícia de mercenários fortemente armados, chamados de Corsários.
Jason conhece um agente do governo chamado Willis Huntley, que ajuda o rapaz a encontrar o seu jovem amigo playboy e rico Oliver Carswell, por meio de um manifesto de transporte recuperado em uma vila nativa em que os piratas estavam massacrando os aldeões com minas após ordens de Hoyt, que se retira do local sem saber da presença de Jason, que ajuda um aldeão a retomar sua casa e recuperar o manifesto. Willis também fornece informações sobre Keith Ramsey, amigo de Jason e banqueiro bem sucedido, que era mantido em cativeiro por Bambi "Buck" Hughes, um pistoleiro estranho que trabalha para o fornecedor de Vaas, Hoyt Volker. Após vários trabalhos para Buck para encontrar a faca sagrada, Jason descobre que ele fazia Keith de escravo sexual no cativeiro e o mata após também ter sido ameaçado sexualmente. Willis também fornece informações sobre o chefe de Vaas, o comandante do tráfico e das ações criminosas nas ilhas, Hoyt Volker.
Jason, à medida que vai mudando a sua personalidade, devido aos riscos que ele enfrenta na ilha, também cresce a sua vontade de se vingar de Vaas por ter matado seu irmão Grant e por ter raptado seus amigos. Ele também nutre ódio pelo chefe de Vaas e da rede de tráfico humano, Hoyt, jurando a Citra que vai matar Hoyt pelo que ele fez, tanto aos habitantes nativos da ilha, quanto a seus amigos. Depois de encontrar e finalmente matar Vaas e seus piratas, Jason, com a ajuda de Willis, salta no sul da ilha usando um wingsuit. A parte sul é controlada por Hoyt, o empregador de Vaas. Jason conhece Sam Becker, um também agente do governo meio alemão e amigo de Willis, que está trabalhando infiltrado no exército pessoal de mercenários de Hoyt, a fim de matá-lo.
Com as informações de Sam, Jason entra em uma dolina e consegue o uniforme de um dos recrutas corsários que iam se alistar para o exercito pessoal de Hoyt e consegue um nome falso "Foster" – para se infiltrar. Hoyt testa a lealdade de Jason (Foster) para garantir sua parte em seu exército pessoal, dando-lhe seu irmão Riley Brody para tortura. Jason é obrigado a torturar seu irmão mais novo para manter seu disfarce. Sam consegue sabotar as câmeras de Hoyt por tempo determinado e Jason garante a seu irmão que ele o tirará do cativeiro. Jason tortura novamente Riley para manter seu disfarce e Hoyt o parabeniza pelo trabalho, combinando uma noite de poker com "Foster" e Sam. Enquanto infiltrado, Jason realiza várias missões de sabotagem com a ajuda de Sam, que arruinaria os negócios de Hoyt.
Mais tarde, durante um jogo de poker, Sam é morto por Hoyt após identificar a verdadeira identidade de Jason, suas sabotagens com Sam, sua conversa com Riley pelas câmeras, bem como sua reputação nas ilhas. Jason é obrigado a jogar poker com Hoyt apostando sua vida e perde. Hoyt, em um ato sádico de misericórdia, arranca o dedo anelar de Jason antes iniciar um confronto final de facas para matá-lo. Jason luta e consegue dominar e matar Hoyt. Após a morte de Hoyt, Jason parte para resgatar o seu último amigo em cativeiro, seu irmão mais novo Riley, enfrentando ondas de Corsários armados leais a Hoyt. No caminho, eles escapam de helicóptero e lutam contra mais ordas de corsários e conseguem despista-los.
Jason e Riley voam até a casa de Earnhardt e a encontram em chamas. O médico moribundo revela antes de morrer que os Rakyat atacaram a casa e sequestraram os amigos de Jason. Jason confronta Citra no templo Rakyat, mas ela o droga e captura Riley. Citra diz a Jason que se apaixonou por ele, acreditando que ele é um poderoso guerreiro da lenda Rakyat e que ela o "libertará". Jason alucina que está trilhando um caminho de fogo com a Faca do Dragão, com sua namorada Liza aparecendo como um monstro em seu sonho. Ele acorda, segurando Liza sob a ponta de uma faca, e recebe a escolha de salvar seus amigos ou se aliar a Citra e matá-los.
Se Jason libertar seus amigos, Citra implora para que ele fique na ilha enquanto um Dennis indignado se prepara para esfaquear Jason por sua traição. Citra pula na frente dele e é esfaqueada, proclamando seu amor por Jason enquanto morre em seus braços. Jason e seus amigos deixam a ilha de barco, com Jason narrando que, apesar de todas as mortes o transformarem em um monstro, ele ainda acredita que, em algum lugar em seu coração, ele é melhor do que isso.
Se Jason escolhe ficar ao lado de Citra, ele mata Liza com a faca e seus amigos são mortos pelos Rakyat, ele e Citra mais tarde fazem sexo em um ritual. Depois, Citra esfaqueia Jason, dizendo-lhe enquanto ele morre que seu filho liderará os Rakyat à glória e que ele "venceu". O jogo termina com uma imagem estática do barco e da Faca do Dragão na praia enquanto os créditos rolam.

## Desenvolvimento
Em Agosto de 2010, a PC Gamer reportou que a produção de Far Cry 3 estava em "completa produção" na Ubisoft Montreal. No mesmo mês, a GAME e o retalhista sueco Webhallen listaram o jogo para lançamento em 2010, acabando por não acontecer. Em janeiro de 2011, a Ubisoft recusou comentar especulações de que Far Cry 3 seria lançado em outubro depois da Game Informer ter listado o jogo como um lançamento de outubro num artigo de previsões para 2011. Em fevereiro, a revista oficial PlayStation sugeriu que o jogo seria lançado em finais de 2011 com a seguinte frase, "Comecem a preparar os medicamentos para a malária: Far Cry 3 deve chegar antes do fim do ano." Esta frase foi retirada na edição seguinte da revista onde referia que o jogo seria mostrado na E3 de 2011 e que o seu lançamento seria em 2012. Em maio o curriculum vitae de alguns "duplos" referiam Far Cry 3 como um dos seus anteriores projectos. O video oficial foi revelado na E3 em junho de 2011.

## Marketing

Conteúdo da Insane Edition.

Jogadores que pré-encomendaram Far Cry 3 receberam a edição The Lost Expeditions Edition. A edição contém duas missões exclusivas não disponíveis na versão regular. As missões, "The Forgotten Experiment" e "Ignition in the Deep", oferecem mais 40mns de jogo e mais a Type 10, uma arma de sinalização japonesa da Segunda Guerra Mundial, para ser usada nos modos para multijogador.
Jogadores americanos que fizeram a pré-reserva do jogo na GameStop receberão o pacote The Monkey Business. Inclui quatro missões adicionais "hospedados por Hurk e os seus macacos carga-bombas" e "duas maneiras bónus de humilhar os seus amigos" no multijogador.
The Insane Edition do jogo inclui todos os bónus de pré-reserva e todas as outras formas de conteúdo transferível, para além de uma figura de 12 cm do antagonista Vaas Wahine.
A Ubisoft comissionou Michael Lambert, um conhecido entusiasta de Minecraft, e os artistas Axel Janssen e Yohann Delcourt para criarem um mapa e um pacote de texturas imitando o ambiente e personagens de Far Cry 3 dentro do popular jogo independente Minecraft. O modo Far Cry 3 Minecraft foi lançado a 26 de Outubro de 2012 na página oficial de Far Cry 3.
Uma websérie em live action de quatro partes chamada Far Cry: The Experience, estrelada por Michael Mando como Vaas e Christopher Mintz-Plasse como ele mesmo, foi lançada. Serve como uma prequela do jogo.
Far Cry 3 tem uma demo multijogador para Xbox 360 e PlayStation 3. Contém partidas até 16 jogadores, seis classes, diversos modos e mapas. A Ubisoft não revelou quais as condições para os jogadores participarem na beta, no entanto para os jogadores dos EUA a beta vinha dentro do jogo Ghost Recon: Future Soldier, se comprado nas lojas GameStop.

## Recepção
Far Cry 3 foi bem recebido pelos críticos. Os sites de pontuações agregadas GameRankings e Metacritic deram à versão PlayStation 3 89.68% e 91/100, à versão Xbox 360 89.40% e 90/100 e a versão PC 87.75% e 89/100, respectivamente.
G4TV deu ao jogo 5/5, elogiando o mundo aberto, missões de campanha longas e satisfatórias, uma história competente e um jogo de armas sólido com muita variedade para desbloquear e personalizar. A IGN deu 9.0/10, elogiando o excelente elenco de personagens, encontros imprevisíveis com inimigos e o seu ambiente em mundo aberto. A Edge também deu elogios ao jogo, chamando-o "selvagem, reactivo e imprevisível," dando a Far Cry 3 8/10. A Game Informer deu a pontuação 9.0/10, elogiando a história, personagens, exploração em mundo aberto e a jogabilidade. A GameTrailers deu 8.6/10, criticando o sentimento repetitivo da ilha mas elogiando a história, os personagens e as semelhanças com Assassin's Creed. Far Cry 3 foi muito elogiado pela Eurogamer Portugal que lhe deu a pontuação 10/10, dizendo que é um verdadeiro exemplo de como desenhar um mundo aberto muito credível e chamando à história "envolvente e muito forte emocionalmente" comparando-a com Spec Ops: The Line.
Uma das criticas mais baixas foi feita por Bob Mackey da 1UP que deu a pontuação B-. O critico diz que "Apesar das suas aspirações de glória, o FPS em mundo aberto da Ubisoft permanece entretenimento pipoca" e conclui dizendo que "Se esperas um jogo com um conto sombrio e selvagem da humanidade perdida prometido pelos vídeos e previsões, basta cortar o intermediário e alugar a ideia de Francis Ford Coppola sobre o mesmo tema - vais poupar 50 e poucos dólares e pelo menos, 20 horas."

### Controvérsia
A versão japonesa de Far Cry 3 foi censurada com algumas modificações em comparação com a versão original. De acordo com a Ubisoft os corpos feridos foram removidos, uma cena de sexo que mostra uma ferida aberta foi editada e matar três civis em sucessão resulta numa penalidade de morte-súbita para o jogador. Para além dessas mudanças, a versão em língua japonesa é a mesma que o lançamento ocidental confirma a Ubisoft.